# 白浜警察署

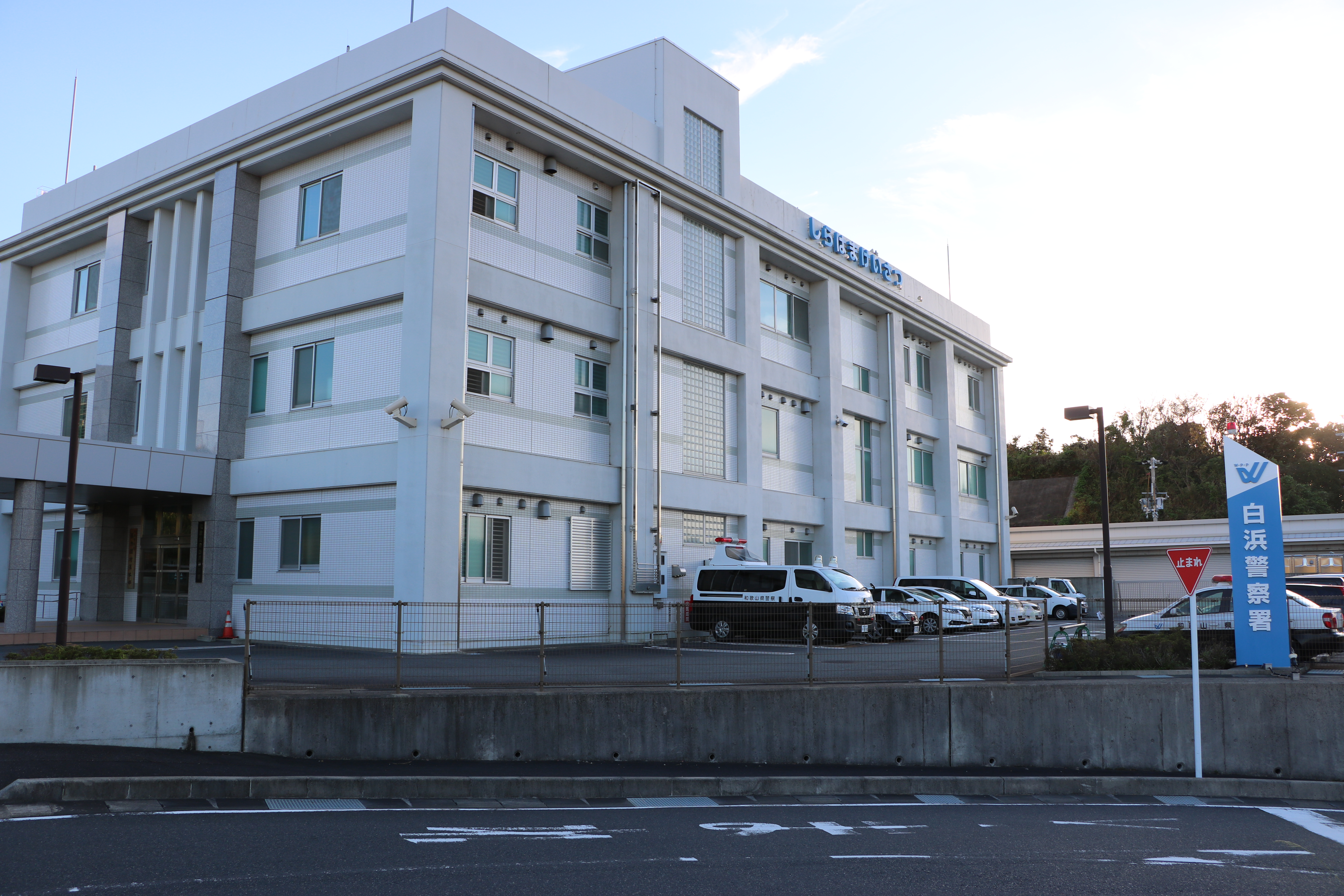
白浜警察署。2018年9月22日撮影。

白浜警察署（しらはまけいさつしょ）は、和歌山県警察が管轄する警察署の一つである。識別章所属表示はWS（新宮署も同様）。

## 所在地
- 〒649-2211 和歌山県西牟婁郡白浜町2926-82

## 管轄区域
- 西牟婁郡全域(白浜町・上富田町・すさみ町)

## 沿革
- 2006年3月1日：旧・白浜町と日置川町が合併し、新・白浜町となったため、管轄区域市町村数が、2町から1町となった。
- 2021年4月1日：組織再編成により上富田町、すさみ町を管轄地域に編入し、管轄区域市町村数が３町(西牟婁郡全域)となった。

## 組織
- 警務課
- 会計課
- 生活安全刑事課
- 地域課
- 交通課
- 警備課

## 幹部交番
（ ）の中は所在地

### すさみ町
- すさみ幹部交番（西牟婁郡すさみ町周参見2870番地の1）

## 交番
（ ）の中は所在地

### 白浜町
- 白良浜交番（西牟婁郡白浜町3078番地）

### 上富田町
- 上富田交番（西牟婁郡上富田町朝来2032番地の13）

## 駐在所
（ ）の中は所在地

### 白浜町
- 富田警察官駐在所（西牟婁郡白浜町富田300番地の3）
- 白浜駅前警察官駐在所（西牟婁郡白浜町堅田261番地の2）
- 椿警察官駐在所（西牟婁郡白浜町椿72番地の3）
- 日置警察官駐在所（西牟婁郡白浜町日置925番地の1）
- 日置駅前警察官駐在所（西牟婁郡白浜町矢田188番地の2）
- 安居警察官駐在所（西牟婁郡白浜町安居301番地）
- 市鹿野警察官駐在所（西牟婁郡白浜町市鹿野1165番地）

### すさみ町
- 江住警察官駐在所（西牟婁郡すさみ町周参見941番地の18）

## 警備派出所
（ ）の中は所在地
- 白浜空港警備派出所（白浜町）